# Patrick Suffo
Patrick Suffo (Ebolowa, 17 januari 1978) is een voormalig  voetballer uit  Kameroen, die speelde als centrale aanvaller. Hij kwam onder meer uit voor FC Nantes, Sheffield United, CD Numancia, Coventry City en Maccabi Petach Tikwa. Suffo beëindigde zijn loopbaan in 2009 bij Wrexham FC en maakte daarnaast deel uit van de nationale ploeg van Kameroen, die in 2000 de gouden medaille won bij de Olympische Zomerspelen in Sydney.

## Erelijst
FC Nantes
- Coupe de France

1999, 2000
| Logo van de Olympische Spelen | Goud | Zilver | Brons | Logo van de Olympische Spelen |
|                               | 1    | 0      | 0     |                               |